# Chromatoclothoda elegantula
Chromatoclothoda elegantula är en insektsart som beskrevs av Ross 1987. Chromatoclothoda elegantula ingår i släktet Chromatoclothoda och familjen Clothodidae. Inga underarter finns listade i Catalogue of Life.